# Casa Bloc
|  | Per a altres significats, vegeu «Casa Bloc (Tarragona)». |

La Casa Bloc és un conjunt arquitectònic racionalista del barri de Sant Andreu de Palomar de Barcelona, declarat Bé d'Interès Cultural en la categoria de Monument Històric el 1992. Es tracta un model d'«habitatge mínim» per a la classe obrera, la morfologia urbana resultant del qual es contraposa al Pla Cerdà del segle xix. Aquest projecte social innovador, promogut per la Generalitat republicana, fou estroncat pel franquisme, per la qual cosa es tracta d'una obra singular.

## Descripció

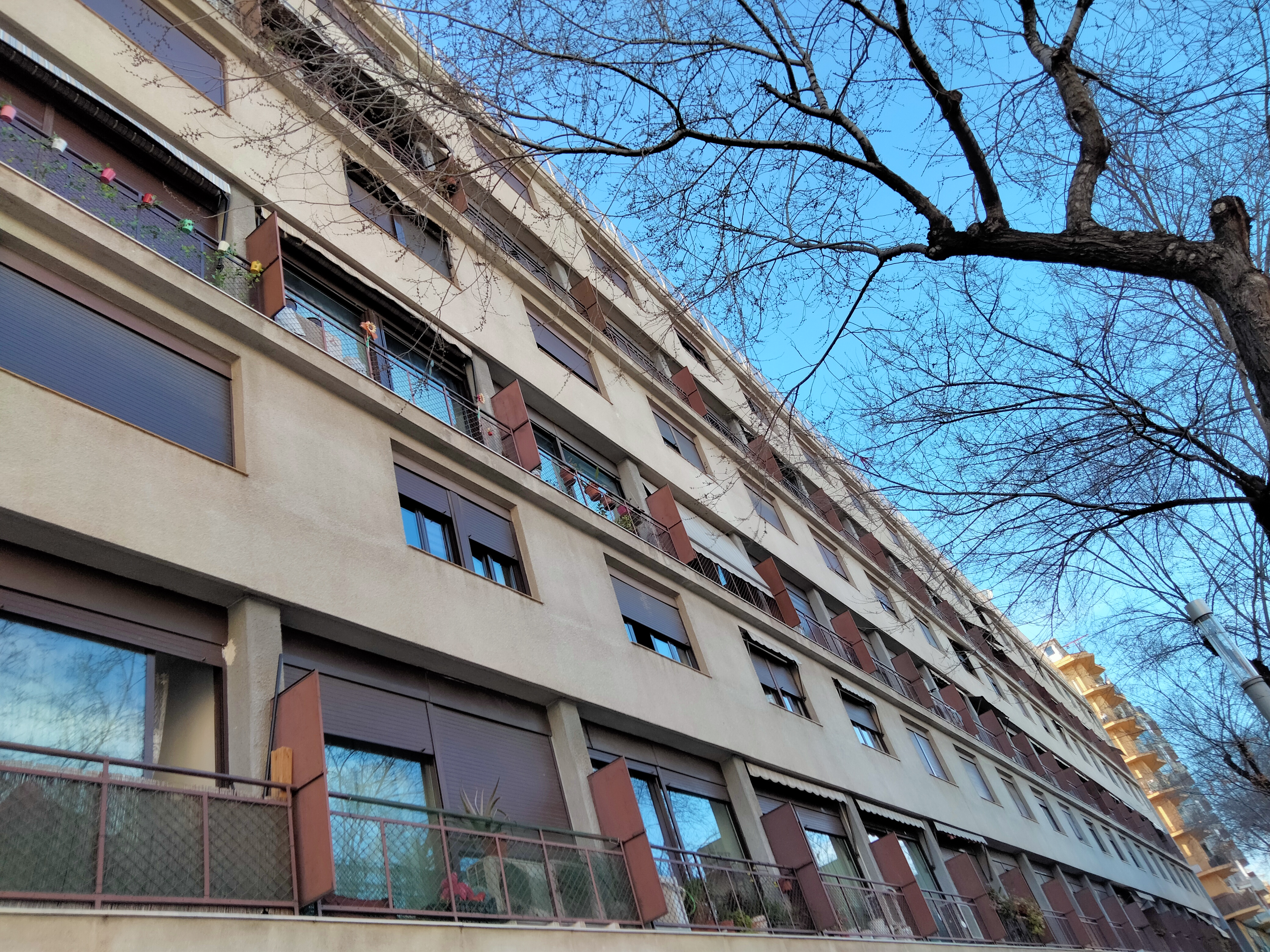
Façana al passeig de Torras i Bages

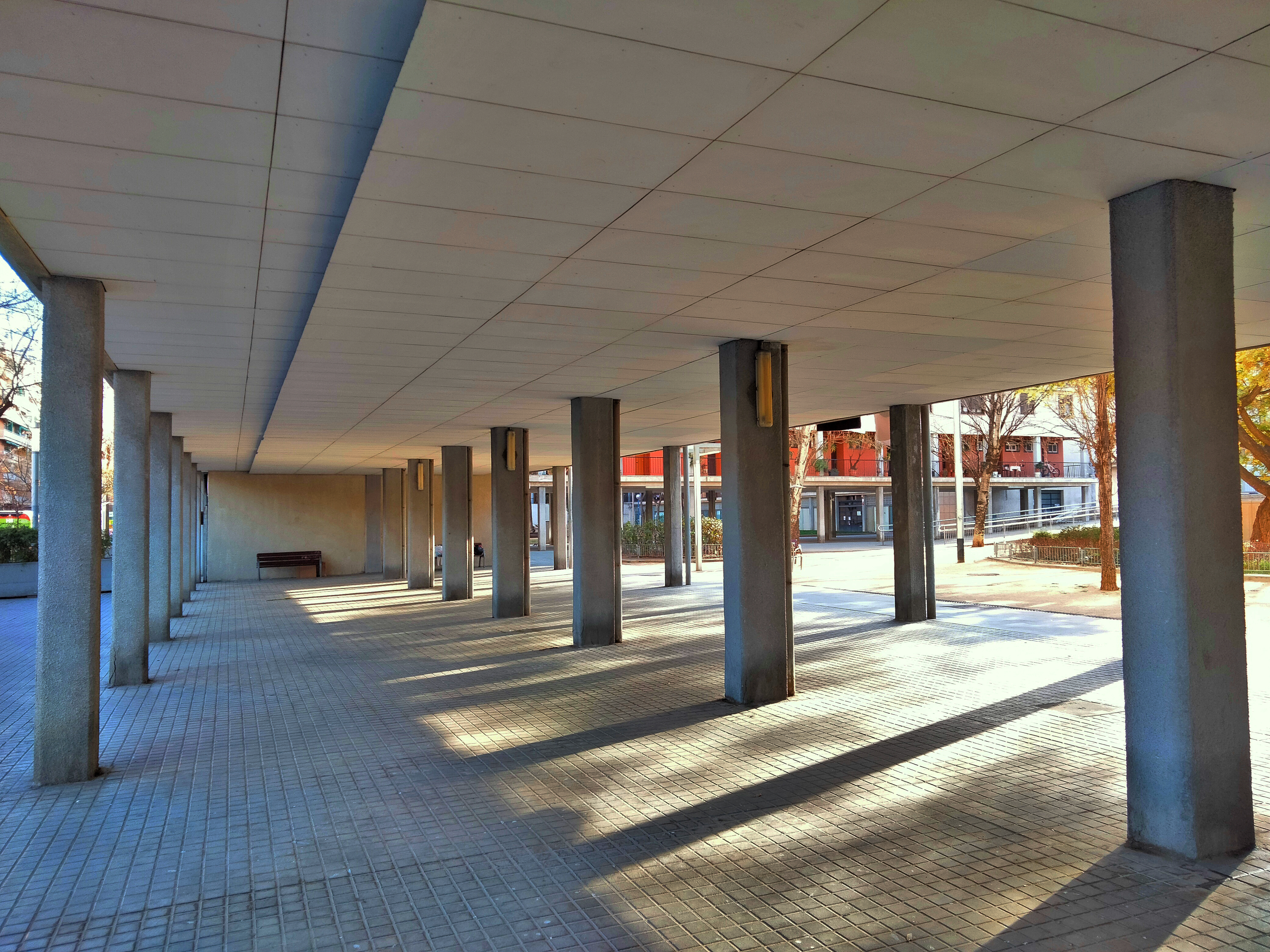
Porxo d'accés al jardí interior

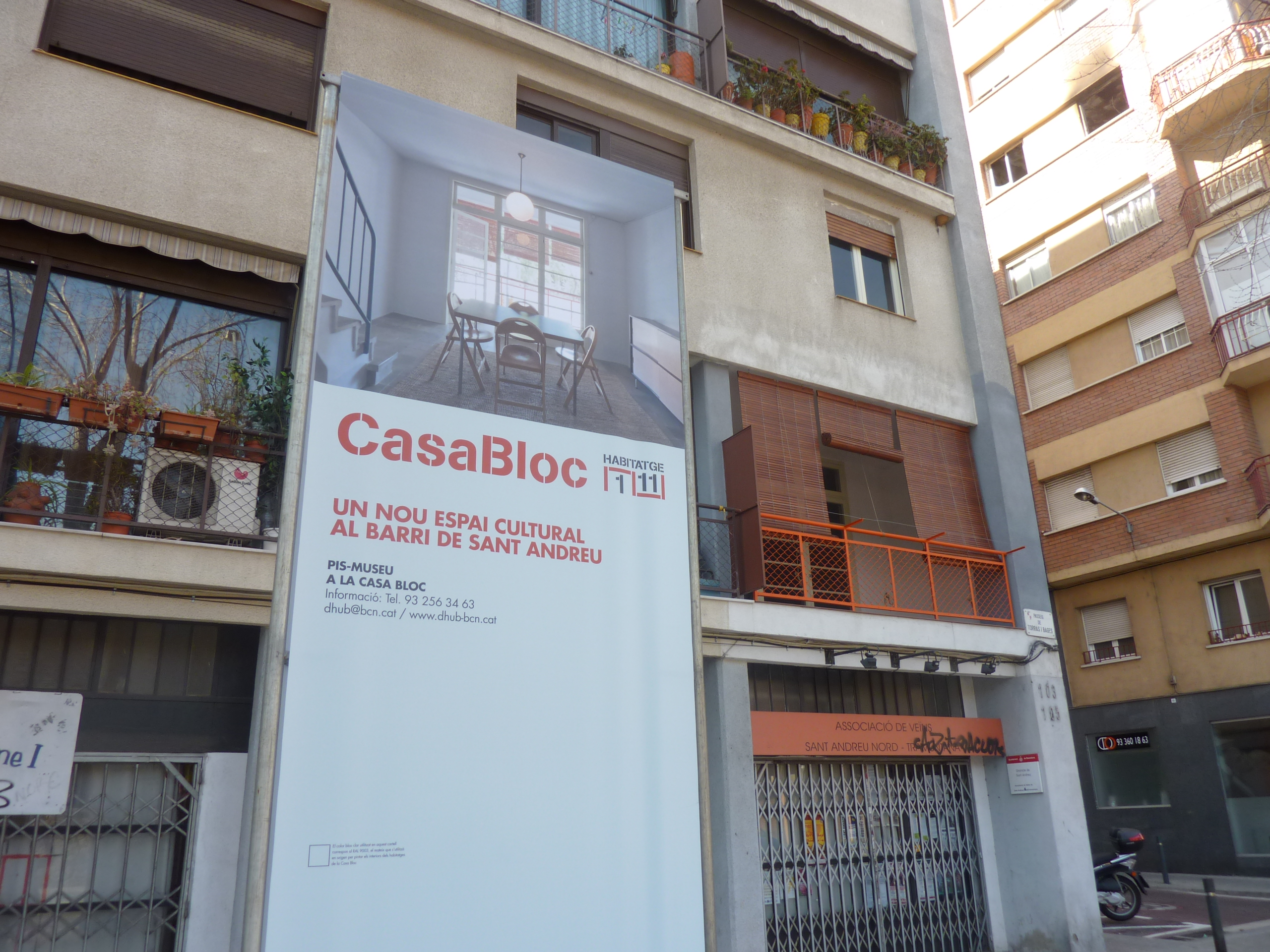
Senyalització en ocasió de l'obertura del pis-museu (març 2012)

La Casa Bloc és un conjunt lineal de cinc edificis d'habitatges de set pisos en forma d'«S» invertida, que s'insereix de ple en els postulats racionalistes del GATCPAC (Grup d'Artistes i Tècnics Catalans per al Progrès de l'Arquitectura Contemporània) i el seu Pla Macià per a la nova Barcelona, realitzat en col·laboració amb Le Corbusier. Els seus criteris fonamentals són el màxim alliberament d'espais verds i equipaments comuns (com ara llar d'infants, sales de reunions, biblioteca, etc.) a la planta baixa i la racionalitat funcional que permeten els habitatges dúplex amb el corredor d'accés seguint el nord i l'oest i la col·locació de les sales d'estar i les terrasses a l'altra banda, permetent l'assolellament òptim i ventilació creuada.

## Història
El projecte va ser encarregat el 1932 per l'Institut Contra l'Atur Forçós, organisme depenent de la Generalitat republicana, als arquitectes Josep Lluís Sert (1902-1983), Josep Torres Clavé (1906-1939) i Joan Baptista Subirana (1904-1978), tots ells membres del GATCPAC (Grup d'Arquitectes i Tècnics Catalans per al Progrés de l'Arquitectura Contemporània). El març del 1933, el president Francesc Macià hi va col·locar la primera pedra en un acte institucional. Les obres es van prolongar fins a l'esclat de la Guerra Civil espanyola el 1936, quan la construcció era gairebé acabada.
Un cop acabat el conflicte, la Diputació de Barcelona va assumir-ne la titularitat i el nou règim franquista va acabar les obres. Als més de 200 habitatges on s'hi havien d'instal·lar els obrers que vivien en condicions precàries a les diferents barriades del districte, hi van anar a viure militars i les seves famílies, orfes i vídues de la guerra. El 1943 s'inaugurà a la planta baixa del bloc 1 (al carrer de l'Almirall Pròixida) l'Escola Codolà i Gualdó, que també ocupà part de la plaça. El 1948, amb l'objectiu d'allotjar famílies de policies nacionals, es construí un nou bloc d'habitatges (anomenat popularment «Bloc fantasma») a l'altra plaça, que a partir d'aleshores quedà tancada i la Policia Armada hi construí dues cavallerisses, entre d'altres.
Durant més de mig segle no s'hi va fer cap millora ni restauració, de manera que el conjunt s'anà deteriorant amb el pas dels anys. Amb el restabliment de la democràcia, la Casa Bloc va retornar a les mans de la Generalitat de Catalunya. El 1997, l'Institut Català del Sòl (INCASOL), la Diputació de Barcelona i l'Ajuntament de Barcelona van signar un conveni per rehabilitar-la. El projecte, encarregat el projecte als arquitectes Víctor i Marc Seguí, va culminar el juliol del 2008 amb l'enderrocament del «Bloc fantasma». El 2022 es va anunciar la formació d'un equip pluridisciplinar de professionals (arquitectes, arqueòlegs, historiadors) que s'encarregaria de la redacció d'un Pla Director per a la seva conservació i rehabilitació.

## Pis-museu Habitatge 1/11
L'Institut de Cultura de Barcelona, a través del Museu del Disseny de Barcelona (llavors anomenat DHUB), i l'Institut Català del Sòl (INCASOL) van encarregar la museïtzació de l'Habitatge 1/11 a l'equip format per Marta Montmany, Rossend Casanova i Víctor i Marc Seguí, amb l'objectiu de retornar l'estructura i l'aspecte originals que havia perdut amb el temps i presentar-lo tal com l'havien pensat els seus creadors. S'hi van retirar els elements afegits o sobreposats i es va restaurar tot l'interior. Entre d'altres, s'hi va col·locar una cuina d'època, el lavabo, el safareig amb dutxa, el paviment hidràulic o les portes plegables del menjador, extrets d'altres habitatges de la Casa Bloc. Altres elements van ser adquirits segons els models de l'època, com les aixetes, els tubs de coure, el fil elèctric o els interruptors, tots originals de la dècada del 1930. A més, s'hi van col·locar diversos elements de mobiliari de l'època com la taula, les cadires o el llit.
Des del mes de febrer del 2012, l'Habitatge 1/11 es troba obert a tots els públics, amb un règim de visites guiades amb reserva prèvia. Es tracta d'un dúplex que mesura 60 m², situat al bloc 2, planta 1, porta 11 del conjunt arquitectònic de la Casa Bloc. La distribució interna és molt senzilla i diferencia clarament la part de dia de la de nit. A la planta inferior hi ha l'entrada, un passadís que mena al safareig amb dutxa, a la cuina, al lavabo amb vàter, al menjador i a una terrassa. A la planta superior hi ha dos dormitoris (altres habitatges de la Casa Bloc tenen tres o quatre dormitoris, una variable que es va preveure per ajustar-se a les necessitats de les famílies). Totes les estances donen a l'exterior, amb llum i ventilació naturals. L'habitatge també té obertures als dos costats del bloc, cosa que permet una fàcil ventilació creuada.